# Християнска етика
 Християнската етика е дял от християнското богословие, в който се дават определения за това кое е правилно (праведно) и грешно (греховно) поведение от християнска гледна точка. Определяна е още като „етичен компас“ и морална теология за/на социалното поведение на вярващите. Християнската етика разглежда въпросите за съдбата на човека, връзката му с Бога и есхатологията. Християнската етика може да се нарече и теория на християнското действие.